# 亞爾西克 (米洛韋區)
49°13′44″N 40°5′56″E / 49.22889°N 40.09889°E
亞爾斯凱（烏克蘭語：Ярське）是位於烏克蘭東部的村莊，由盧甘斯克州舊比利斯克區的米洛韋市鎮負責管轄。該村始建於1927年，面積1.52平方公里，海拔高度166米，2001年人口71，人口密度每平方公里46.7人。